# Цветной (Зерноградский район)
Цветно́й — хутор в Зерноградском районе Ростовской области России.
Входит в состав Конзаводского сельского поселения.

## Население
| 2010 |
| ---- |
| 71   |

## Улицы
На хуторе имеется одна улица: Солнечная.